# Геологія корисних копалин
Геоло́гія ко́рисних копа́лин — розділ геології, що вивчає умови виникнення і закономірності розміщення родовищ корисних копалин в надрах Землі, їх будову і склад.
Геологія корисних копалин охоплює період в 3,5 млрд років.
Базисними для геології корисних копалин є дві гілки геологічних знань:
- речовинна, що вивчає склад корисних копалин і включає геохімію, мінералогію, петрографію;
- просторова, що з'ясовує закономірності розміщення родовищ корисних копалин і об'єднує структурну геологію, тектоніку, історичну та регіональну геологію.

Геологія горючих копалин вивчає геологію нафти, газу, вугілля і горючих сланців. Розглядає їх властивості, умови утворення і залягання, а також проблеми їх видобутку і переробки.